# Frankenheim/Rhön
Frankenheim/Rhön är en kommun och ort i Landkreis Schmalkalden-Meiningen i förbundslandet Thüringen i Tyskland.
Kommunen ingår i förvaltningsgemenskapen Hohe Rhön tillsammans med kommunerna Birx, Erbenhausen, Oberweid och Kaltennordheim.